# 拉罗什里戈
拉罗什里戈（法語：La Roche-Rigault，法語發音：[la ʁɔʃ ʁiɡo]）是法国新阿基坦大区维埃纳省的一个市镇，位于该省西北部，属于沙泰勒罗区。

## 地理
拉罗什里戈（46°58'10"N, 0°10'41"E）面积25.64 平方千米，位于法国新阿基坦大区维埃纳省，该省份为法国中西部省份，北起曼恩-卢瓦尔省和安德尔-卢瓦尔省，西接德塞夫勒省，南至夏朗德省，东南接上维埃纳省，东临安德尔省。
与拉罗什里戈接壤的市镇（或旧市镇、城区）包括：昂格利耶、卢丹地区科、沙莱、盖讷、盧丹、莫莱、梅瑟梅。

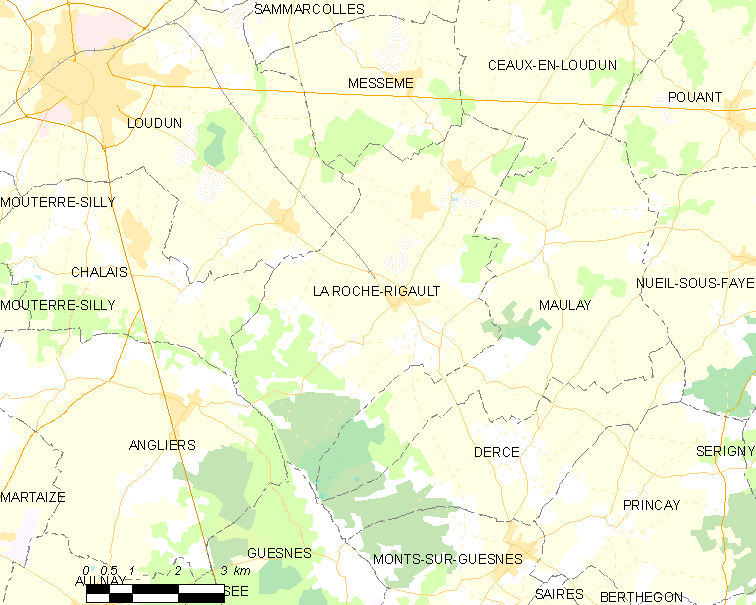
拉罗什里戈的OSM定位图

拉罗什里戈的时区为UTC+01:00、UTC+02:00（夏令时）。

## 行政
拉罗什里戈的邮政编码为86200，INSEE市镇编码为86079。

## 政治
拉罗什里戈所属的省级选区为卢丹县。

## 人口

1962-2008年间拉罗什里戈人口变化图示

拉罗什里戈于2022年1月1日时的人口数量为562人。